# Sarkad
Sarkad – miasto na Węgrzech, w komitacie Békés, siedziba władz powiatu Sarkad.